# Какарікі чатамський
Какарікі чатамський (Cyanoramphus forbesi) — вид папугоподібних птахів родини Psittaculidae. 

## Поширення
Ендемік Чатемських островів, що належать Новій Зеландії. Поширений лише на двох островах Малий Мангер і Мангер. У 19 столітті спостерігався невеликих островах Пітт і Рангатіра. До 1930 року він вимер на острові Мангер, але до 1973 року він повторно колонізувався. Він віддає перевагу густим, суцільним лісам і чагарникам.

## Спосіб життя
Харчується безхребетними, квітами, насінням, листям, плодами, пагонами та корою. Він гніздиться в природних щілинах або дуплах мертвих або живих дерев, а також заселяє покинуті нори буревісників та інші нори в землі чи під деревами.